# Nyköpingsån

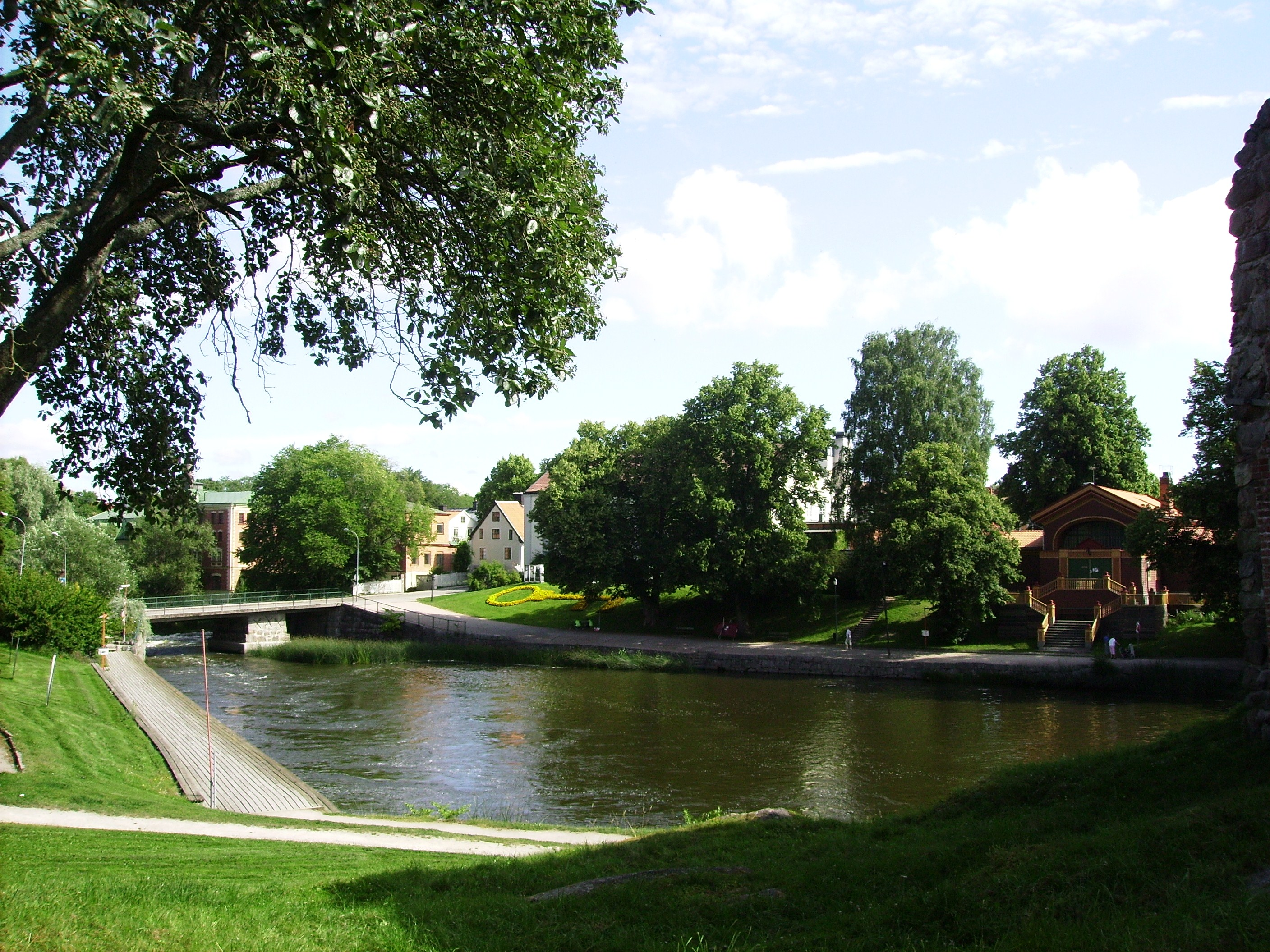
Nyköpingsån rinner förbi Nyköpingshus i Nyköping. Till höger NK-villan, längst till vänster Gamla Bryggeriet

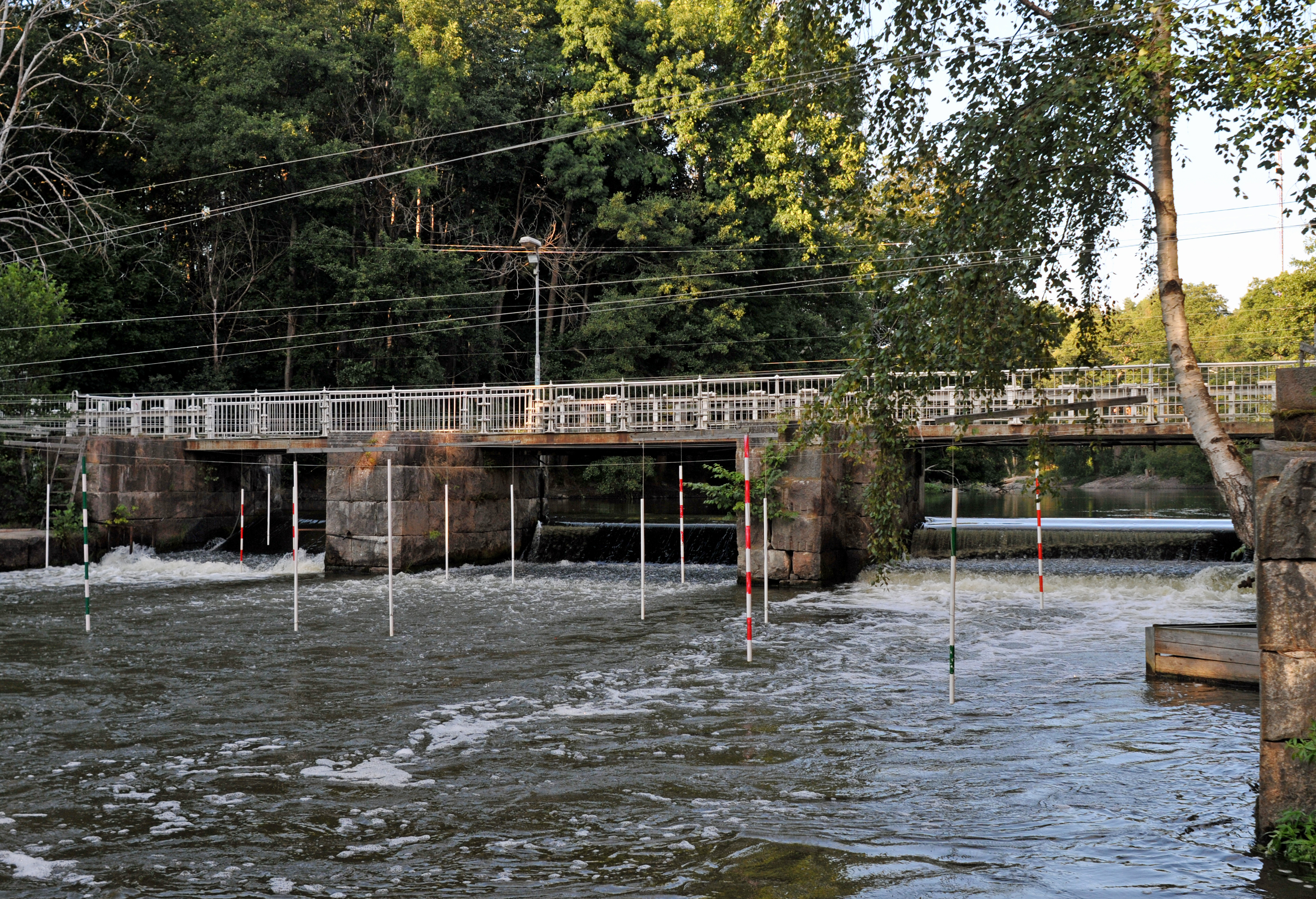
Bana för forspaddling vid Perioden.

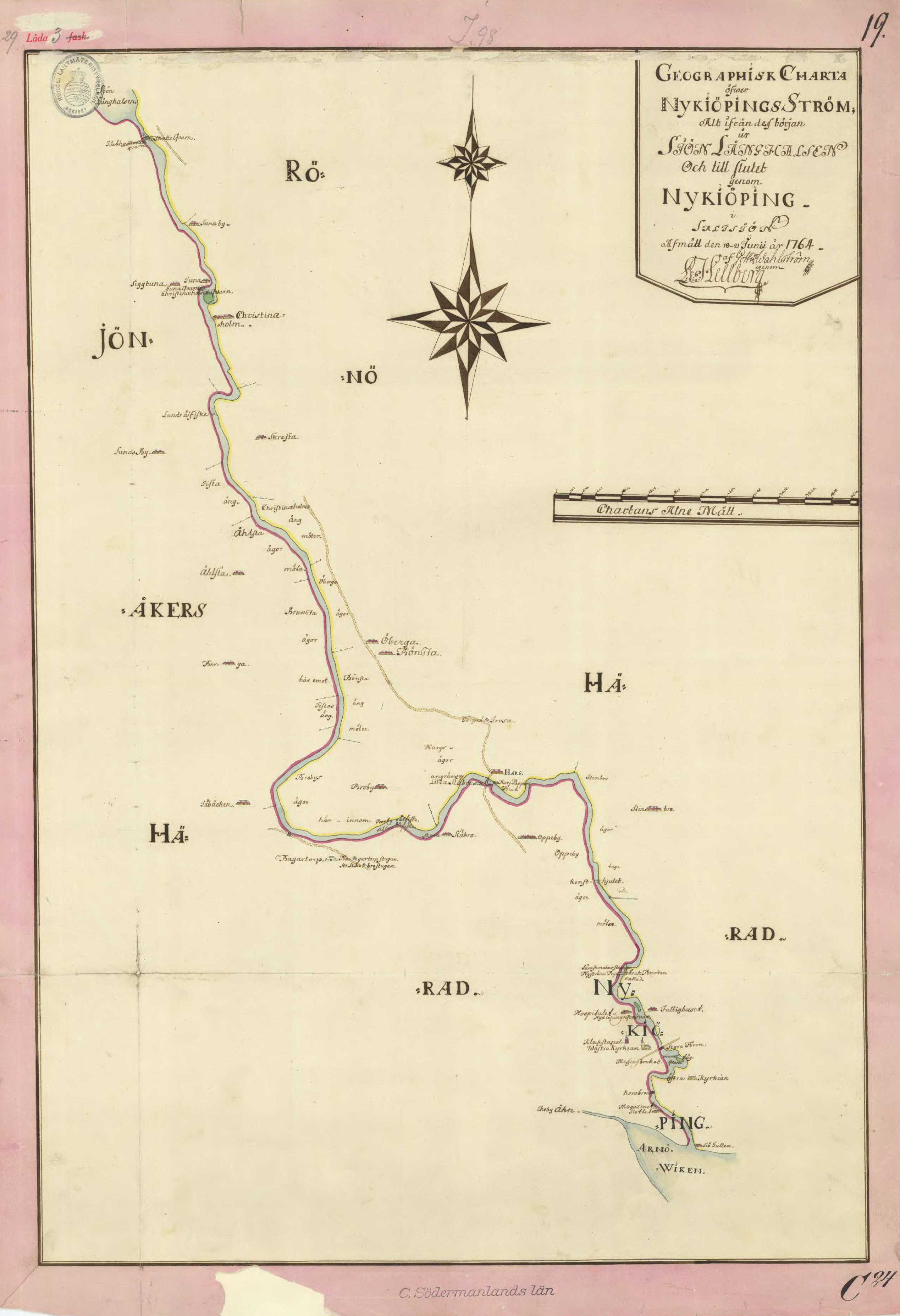
Karta från 1764 över Nyköpingsån mellan Långhalsen och Östersjön.

Nyköpingsån är en å som huvudsakligen flyter igenom Södermanland. Den är 157 km lång inklusive källflöden och har ett avrinningsområde på 3 632 km². Medelvattenföringen är 23 m³/s vid mynningen.

## Geografi
Ån rinner upp i Närke och genomflyter sjöarna Tisaren, Sottern, Kolsnaren, Viren, Yngaren och Långhalsen och mynnar vid Nyköping i Östersjön. En annan gren av åns huvudavrinningsområde rinner upp i Östergötland och inkluderar sjön Tisnaren. Andra större orter som genomrinns eller passeras är Vingåker och Katrineholm. Ån passerar även tätorterna Åsbro, Högsjö, Baggetorp, Forssjö och Vrena, samt småorterna Kilsmo och Brevens bruk i Närke. Nyköpingsåns största biflöde är Husbyån, som avvattnar Båven, vilken är huvudavrinningsområdets största vattendrag till både yta och volym.

## Mänsklig användning
Nyköpingsån har sedan medeltiden försett olika verksamheter med vattenkraft. I den nedre delen av ån från sjön Långhalsen, som också kallas Nyköpings ström, har det funnits större forsar vid Täckhammar, Tuna/Kristineholm, Harg, Perioden, Fors och Storhusqvarn där det funnits mjölkvarnar, sågverk och hammare men även ålfiske.
Nyköpingsån är numera en populär kanotled och klassad som riksintressant för fisket. I nedre delen av ån kan man fiska havsöring och lax med fluga.
På några platser i och i närheten av Nyköping bildas forsar som lämpar sig för forspaddling. Föreningen Nyköpings forspaddlare och kanotgymnasiet bedriver verksamhet framförallt i forsen vid Perioden strax utanför centrala Nyköping.

## Miljö
Nyköpingsåns dalgång i Bärbo och Helgona socknar är av riksintresse för kulturmiljövården i Södermanlands län.